# Xenoblade Chronicles X
Xenoblade Chronicles X, в Японии Xenoblade X (яп. ゼノブレイドクロス дзэнобурэйдо куросу) — компьютерная игра в жанре action/RPG с открытым миром, разработанная японской компанией Monolith Soft для игровой консоли Wii U; её издателем является компания Nintendo. Игра является духовным наследником игры Xenoblade Chronicles (2010) и частью разработанной под руководством Тэцуи Такахаси серии игр Xeno.. Выпуск игры состоялся в 2015 году.

## Геймплей
Xenoblade Chronicles X это Action/RPG в котором игрок создает свой аватар; игрок выбирает пол, лицо, телосложение, и голос. Квесты делятся на сюжетные и побочные. Выполняя квесты и сражаясь с врагами, игрок получает очки опыта (EXP).
К аватару могут присоединиться до трех человек, которые будут управляться искусственным интеллектом. Каждый персонаж имеет оружие ближнего и дальнего боя, и особыми приемами, называемыми Артами.
Вдобавок к одиночному режиму, Xenoblade Chronicles X имеет многопользовательский режим.

## Сюжет
В «Xenoblade Chronicles X» человечество, предупреждая о неминуемой гибели в перекрестном огне между двумя враждующими инопланетными расами, строит межзвёздные ковчеги, чтобы спасти Землю. Во время эвакуации только несколько ковчегов избегают разрушения, включая ковчег Белого кита. Через два года после запуска на Белого Кита нападает одна из рас, которая уничтожила Землю, и таинственным светом переносится в Миру. Аватар был пробужден Эльмой и возвращен в Нью-Лос-Анджелес, город, построенный в пределах Белого Кита. Страдая от амнезии, аватар становится членом BLADE, работая с Элмой и Лин. Во время своих миссий через Миру, BLADE сталкивается с несколькими инопланетными расами, узнавая, что нападавшие на них являются частью коалиции Ганглионов, альянса рас, возглавляемого расой Ганглионов и ее правителем Люксара, намеревающимся уничтожить человечество.

## Отзывы
| Сводный рейтинг       | Сводный рейтинг |
| Агрегатор             | Оценка          |
| --------------------- | --------------- |
| GameRankings          | 83,88 %         |
| Metacritic            | 84/100          |
| Иноязычные издания    |                 |
| Издание               | Оценка          |
| Destructoid           | 9/10            |
| Eurogamer             | Essential       |
| Famitsu               | 34/40           |
| GameSpot              | 8/10            |
| IGN                   | 8,2/10          |
| Nintendo Life         | [ 14 ]          |
| Nintendo World Report | 9,5/10          |

Японское издание Dengeki дала положительные отзывы, назвав ее шедевром; похвалили геймплей, проработанный мир, сюжет, и музыку. Японский журнал Famitsu дал Xenoblade Chronicles X  оценку 34/40, с 9, 9, 8 и 8 от 4 рецензентов.
На Западе Xenoblade Chronicles X также получила положительные отзывы и оценку в 84 из 100 на Metacritic. Nintendo Life хвалил боевую систему, прокачку, мир игры, и графику, но сложность квестов подверглась критике. IGN оценил в 8.2/10. Nintendo World Report оценил игру в 9.5/10, сказав что "всем надо ознакомиться с данной RPG, если хотите приобрести Wii U."
Destructoid оценил в 9/10, сказав что «игра выглядит как мир MMO, в котором живу несколько недель». GameSpot уточнил, что «среди всех игр в открытом мире, Xenoblade Chronicles X самая фундаментальная». Eurogamer сказал, что «разработка японских RPG самая амбициозная».

### Продажи
Игра стала третьей самой продаваемой игрой в Японии, продав в первой неделе 85 000 копий. На второй и третьей, 11 000 и 2 000 копий соответственно.

## Критика
После выпуска США-версии специального издания Xenoblade Chronicles X Special Edition, включающее в себя USB-накопитель с саундтреком игры (USB-накопитель отсутствует в европейской версии специального издания), пользователи обнаружили, что на USB имеется встроенная защита от копирования (DRM). При запуске .exe файла, ПО монтирует папку с аудио-проигрывателем (скрытая по умолчанию) как диск Y: только для чтения и изменяет групповую политику, чтобы скрыть диски X:, Y:, и Z: после извлечения USB-накопителя, в результате чего любые диски, имеющие буквы X, Y и Z становятся недоступными в Проводнике Windows. Позже выяснилось, что возможный разработчик DRM - Kakasoft, выпускавший ранее продукт USB Copy Protection (обе программы используют папку HPSafeBox).